# Bullet for My Valentine
Bullet for My Valentine (tạm dịch: Viên Đạn cho Ngày Lễ Tình Yêu) là 1 nhóm nhạc rock thể loại metalcore gồm 4 thành viên từ Bridgend, Wales. Chính gốc được biết đến với cái tên "Jeff Killed John", nhóm đã thành lập năm 1998 và hát lại những bài hát của Metallica và Nirvana, những thành viên ban đầu là Vocalist/Rhymes Guitarist Matthew Tuck, Lead Guitarist Michael "Padge" Paget, Bassist Nick Crandle và Drummer Michael "Moose" Thomas. Về sau khi Nick Crandle rời nhóm, Jason "Jay" James đã gia nhập nhóm thay thế vị trí Bassist và nhóm đổi tên thành "Bullet for My Valentine" vào năm 2002, và nhận được một bản hợp đồng thu âm bởi hãng Roadrunner Records. Bản hợp đồng bị huỷ, và họ nhận được một bản hợp đồng thu âm 5 album khác với hãng Sony BMG.
Album đầu tay The Poison của Bullet for My Valentine đã được phát hành vào ngày 3 tháng 10 năm 2005 ở Anh vào Ngày Valentine ở Mỹ năm 2006 để giới thiệu cho cái tên "Bullet for My Valentine", album này được dành tặng cho người bạn của họ là Simon Roy Denning. Album này đã tiến vào bảng xếp hạng Billboard 200 tại vị trí thứ 128, và ở vị trí thứ 1 tại bảng xếp hạng Top Heatseeker, và đã bán được 375.000 bản sao ở Mỹ đến thời điểm 6 tháng 2 năm 2008. Nhóm đã xuất hiện tại Download Festival, Kerrang! XXV, và tại 1 chuyến lưu diễn với Lacuna Coil và Rob Zombie, nhưng nhóm đã bị đuổi khỏi chuyến lưu diễn vì lời bình luận của Matthew Tuck tại diễn đàn của nhóm. Album thứ hai của Bullet for My Valentine tên Scream Aim Fire đã tiến vào vị trí thứ 4 trên bảng xếp hạng Billboard 200, với tuần bán đầu tiên được 53.000 bản sao.

## Tiểu sử
"Jeff Killed John"là tên nhóm nhạc gốc của Bullet For My Valentine và được thành lập vào năm 1998 bởi Matthew Tuck (guitar và hát), Michael"Padge"Paget (guitar), Nick Crandle (guitar bass), và Michael"Moose"Thomas (trống), trong khi học nhạc tại Trường Đại học Bridgend. Chơi lại những bài hát của Nirvana và Metallica, ban nhạc đã phát hành một đĩa nhạc gồm 2 bài vào năm 2002 và được sản xuất bởi Greg Haver, tên là You/Play With Me. Nó nhận được lợi nhuận qua chương trình Pynci scheme cho những nhạc sĩ xứ Wales và được chơi trên đài BBC Radio 1.
Những thành viên của Jeff Killed John muốn theo đuổi dòng loại nu metal dựa trên phong cách của 2 nhóm nhạc Korn và Limp Bizkit — chơi những gì mà họ cho là sẽ đưa họ đến với thành công và làm cho những công ty thu âm muốn nghe. Nghệ sĩ chơi guitar bass Nick Crandle đã rời nhóm khi chuẩn bị tiến vào phòng thu âm và đã được thay thế bởi Jason"Jay"James. Khi dòng nhạc nu metal đã trở nên ít phổ biến hơn, ban nhạc đã đưa ra cố gắng cuối cùng bằng việc đổi tên nhóm thành"Bullet for My Valentine", cái tên mang nghĩa"tội ác giả tưởng với lời nhạc về tình yêu". Một sự đổi hướng trong âm nhạc đã được đồng ý và đã bắt đầu chơi những bài hát họ muốn nghe chứ không phải theo những ban nhạc đã có nữa.

### Ký hợp đồng thu âm
Khoảng từ 6 đến 10 tháng, Bullet for My Valentine biểu diễn tại các buổi hoà nhạc để tìm kiếm sự quan tâm của các hãng thu âm. Tại 1 show ở London, hãng Roadrunner Records đã thấy thích họ và đưa ra hợp đồng cho nhóm. Hợp đồng bị huỷ nên ban nhạc ký hợp đồng khác với hãng Sony BMG, và một hợp đồng đăng ký với Visible Noise ở Anh. Sự lựa chọn hãng Sony như lời trưởng ban nhạc Matt Tuck nói rằng"Chúng tôi thấy sẽ có nhiều cơ hội được mở ra cho chúng tôi với bản hợp đồng với Sony".
Vào 15 tháng 11 năm 2004 ở Anh vào 30 tháng 11 năm 2004 ở Mỹ nhóm nhạc đã phát hành một EP cùng tên với ban nhạc là Bullet for My Valentine (EP). Được sản xuất bởi Colin Richardson và được hoà âm bởi Andy Sneap, bản EP bao gồm 5 bài hát và đánh dấu sản phẩm chính thức đầu tiên của họ. Một EP thứ 2, tên Hand of Blood được phát hành vào 22 tháng 8 năm 2005 bởi hãng Trustkill Records, và chỉ có ở Mỹ. Bản EP này bao gồm 5 bài hát cũ từ EP trước đó và thêm 1 bài hát mới là"4 Words (To Choke Upon)". Daniel Lukes, người cộng tác của tờ Decibel Magazine đã bình luận rằng"nhóm nhạc nên cảm thấy xấu hổ cho bản EP này." Trong khi đó biên tập viên Josh Joyce của Zeromag.com khen rằng"nhóm nhạc đã thể hiện được những kỹ thuật tốt mà không làm khán giả khó hiểu".

### The Poison
Album đầu tay của Bullet for My Valentine, The Poison, được phát hành ở Anh vào ngày 3 tháng 10 năm 2005 vào 14 tháng 2 năm 2006 ở Mỹ. Album đã tiến vào bảng xếp hạng Billboard 200 ở vị trí thứ 128, và nhận được vị trí cao nhất số 2 tại bảng xếp hạng Top Heatseekers, và ở vị trí thứ 11 tại bảng xếp hạng Những Album Riêng hay nhất. Cho đến ngày 6 tháng 2 năm 2008, album đã bán được 375.000 bản sao ở Mỹ.
Nhiều ý kiến chuyên nghiệp đã được đưa ra. Biên tập viên Dom Passantino của Stylus Magazine nói rằng"đóng góp của nhóm đối với nền âm nhạc thế giới không nhiều, nhưng theo sát với dòng nhạc của mình hơn Lostprophets", cho 1 điểm C. Bình luận viên Scott Alisoglu của Blabbermouth.net nói rằng Bullet for My Valentine"khá tốt và ít nhất nửa số bài hát khá hơn trung bình", mặc dù"album có thể đoán trước, nhưng vẫn có những đoạn hay".
4 đĩa đơn được phát hành từ The Poison bao gồm"4 Words (To Choke Upon)", đĩa đơn đầu tiên của nhóm, sau đó là"Suffocating Under Words of Sorrow (What Can I Do)"."All These Things I Hate (Revolve Around Me)"vươn lên đỉnh bảng xếp hạng của Hot Mainstream Rock Tracks và ở vị trí thứ 13 tại bảng xếp hạng Modern Rock Tracks."Tears Don't Fall"vươn lên đỉnh bảng xếp hạng ở vị trí 24 tại bảng xếp hạng Hot Mainstream Rock Tracks và ở vị trí 32 tại Modern Rock Tracks.
Bullet for My Valentine biểu diễn tại Download Festival ở Donington Park trong vòng 3 năm, lần đầu tiên xuất hiện vào năm 2004. Vào năm sau với sự nổi tiếng được nâng cao, Bullet for My Valentine biểu diễn tại những Sân khấu lớn hơn, vào năm 2006 nhóm được lên tới gần phần biểu diễn chính, vào chủ nhật sau Guns N' Roses và Funeral for a Friend. Một vài chuyến lưu diễn khác gồm tour cho Metallica và Guns N' Roses, chuyến lưu diễn Vans Warped, Kerrang!, và Earthday Birthday vào 28 tháng 4 năm 2007. Phần biểu diễn của họ tại Brixton Academy ở London được quay lại cho DVD đầu tiên của nhóm, The Poison: Live at Brixton.
Bullet for My Valentine bị đuổi khỏi chuyến lưu diễn với Rob Zombie sau 17 show diễn. Tuck viết một lời nhắn trên diễn đàn chính thức của nhóm, nói rằng họ không được đối xử đúng cách vì các fan hâm mộ phiền nàn về giá của áo và chất lượng âm thanh.
Vào tháng 6 năm 2007, Matt Tuck bị mắc chứng bệnh viêm thanh quản khiến một số lượng các show diễn bị hoãn cho đến tháng 1. Một ca phẫu thuật cắt A-mi-đan đã được sắp xếp cho Matt vào giữa tháng 7. Theo lời chỉ dẫn của bác sĩ, ban nhạc buộc phải huỷ một vài show diễn. Mặc dù không thể nói được, Matt viết rằng sớm sau khi các bác sĩ hoàn thành chữa trị, họ sẽ bắt đầu chuẩn bị cho album mới.

### Scream Aim Fire
Album thứ hai của Bullet for My Valentine được thu âm tại phòng thu Sonic Ranch Studios và được sản xuất bởi Colin Richardson. Album được phát hành vào 28 tháng 1 năm 2008 vào 29 tháng 1 ở Mỹ. Matt bình luận rằng;"Sự khác biệt lớn nhất có lẽ là nhịp điệu và sự công kích. Nó sẽ có nhịp điệu nhanh hơn và sẽ công kích hơn". Album được tiến vào bảng xếp hạng Billboard 200 tại vị trí số 4 với 53.000 bản sao được bán đi vào tuần đầu tiên. Nhóm cũng đã hoàn thành chuyến lưu diễn Taste of Chaos ở Bắc Mỹ và Châu Úc vào năm 2008 với các nhóm nhạc Atreyu, Idiot Pilot, Blessthefall và Avenged Sevenfold. Họ cũng biểu diễn tại Rock am Ring và Rock im Park và Download Festival 2008. Họ được chính thức mờ đến lễ hội Reading & Leeds vào tháng 8 năm nay. Đĩa đơn mới của họ,"Waking The Demon"đã được phát trên những đài phát sóng của Mỹ.
Vào 14 tháng 4 năm 2008 nhóm phải huỷ chuyến lưu diễn Canada để bay về nhà vì con gái của nghệ sĩ chơi Guitar bass Jason 'Jay' James bị vào bệnh viện 
Hiện nay, họ đang tham gia chuyến lưu diễn No Fear khắp Bắc Mỹ với nhóm Bleeding Through, Cancer Bats và Black Tide.
Họ sẽ biểu diễn trên toàn Châu Âu trong chuyến lưu diễn"European Tour of Duty"với khách mời đặc biệt là Lacuna Coil vào cuối năm nay.

## Phong cách
Bullet for My Valentine đã trích dẫn rằng âm nhạc của họ được ảnh hưởng từ các ban nhạc Metallica, Annihilator, Pantera, Machine Head, Iron Maiden, Testament, Slayer, Stuck Mojo, Judas Priest và Megadeth. Các ban nhạc đã truyền cảm hứng cho"giọng hát, nhịp và giai điệu." Nhận xét về The Poison, Scott Alisoglu của Blabbermouth.net miêu tả âm nhạc của nhóm là"có thể đoán trước được"và album"được làm để trở thành bài hát đột phá cho MTV"so sánh họ với ban nhạc người Thụy Điển In Flames. Dù vậy, Alisoglu khen ngợi những bài hát như"Tears Don't Fall"trong việc kết hợp guitar đôi, nhịp đập khoẻ, nhịp điệu nhanh, và một đoạn guitar solo bốc lửa." Các thành viên của nhóm cũng nói rằng họ sẽ không thay đổi hình ảnh hay âm nhạc của họ vì bất kỳ mục đích thương mại nào. Matt bình luận rằng,"Nếu [âm nhạc của chúng tôi] không mạnh mẽ, chúng tôi quan tâm đến việc chúng nghe như thế nào hơn là kiểu tóc của chúng tôi trông ra sao." Kirk Miller của báo Decibel magazine khen nhóm vì nỗ lực lớn trong cấu trúc đồng bộ của các bài hát.

## Các giải thưởng
| Năm  | Giải                                   | Lễ trao giải                  |
| ---- | -------------------------------------- | ----------------------------- |
| 2004 | 'Best Newcomer'                        | Welsh Music Award             |
| 2005 | 'Best British Newcomer'                | Kerrang!Giải 2005             |
| 2006 | 'Best UK single' for"Tears Don't Fall" | Kerrang!Giải 2006             |
| 2006 | 'Best British Band'                    | Metal Hammer Golden God Award |

## Thành viên của nhóm

### Thành viên hiện tại
- Matt Tuck – Hát chính, Guitar nhịp (1998-nay)
- Michael"Padge"Paget – Guitar chính, Hát đệm (1998-nay)
- Jason"Jay"James – Guitar bass, Hát (2003-nay)
- Michael"Moose"Thomas – Trống, nhạc cụ gõ (1998-nay)

### Thành viên cũ
- Nick Crandle – Guitar bass (1998-2003)

## Danh sách các đĩa nhạc

### Các Album
- 2005: The Poison #128 Hoa Kỳ
- 2008: Scream Aim Fire #4 Hoa Kỳ #5 Vương quốc Anh #4 AUS. #10 IRE.
- 2010: Fever
- 2013: Temper Temper

### Các EP
- 2002: You/Play with Me
- 2004: Bullet for My Valentine
- 2005: Hand of Blood
- 2006: Hand of Blood EP: Live at Brixton

### Các DVD
- The Poison: Live at Brixton

### Các Đĩa đơn
| Năm  | Tên đĩa                                             | Vị trí trên bảng xếp hạng     | Vị trí trên bảng xếp hạng | Vị trí trên bảng xếp hạng      | Vị trí trên bảng xếp hạng | Tên album       |
| Năm  | Tên đĩa                                             | Bảng xếp hạng các đĩa đơn Anh | Bảng xếp hạng Rock Anh    | Bảng xếp hạng Rock Mỹ hiện đại | Bảng xếp hạng Rock Mỹ     | Tên album       |
| ---- | --------------------------------------------------- | ----------------------------- | ------------------------- | ------------------------------ | ------------------------- | --------------- |
| 2005 | "4 Words (To Choke Upon)"                           | 40                            | -                         | -                              | -                         | The Poison      |
| 2005 | "Suffocating Under Words of Sorrow (What Can I Do)" | 37                            | -                         | -                              | -                         | The Poison      |
| 2006 | "All These Things I Hate (Revolve Around Me)"       | 29                            | -                         | 30                             | 13                        | The Poison      |
| 2006 | "Tears Don't Fall"                                  | 37                            | -                         | 32                             | 24                        | The Poison      |
| 2007 | "Scream Aim Fire"                                   | 34                            | 1                         | 26                             | 16                        | Scream Aim Fire |
| 2008 | "Hearts Burst Into Fire"                            | 66                            | 1                         | -                              | 33                        | Scream Aim Fire |
| 2008 | "Waking the Demon"                                  | -                             | -                         | -                              | 39                        | Scream Aim Fire |